# Водораздельное
Водоразде́льное — село в Серышевском районе Амурской области России, входит в состав Сосновского сельсовета.

## География
Село находится на расстоянии 49 км к востоку от посёлка городского типа Серышево, административного центра района.
Дорога к селу Водораздельное идёт от посёлка городского типа Серышево через сёла Украинка, Верное, Сосновка и Державинка. От села Водораздельное на юг идёт дорога к селу Милехино.

## История
До 2021 года село являлось административным центром упразднённого Водораздельненского сельсовета.

## Население
| 2002 | 2010 | 2012 | 2013 | 2014 | 2015 | 2016 |
| ---- | ---- | ---- | ---- | ---- | ---- | ---- |
| 260  | ↘243 | ↘240 | ↗243 | ↘238 | ↘232 | ↗235 |
| 2017 | 2018 |      |      |      |      |      |
| →235 | ↘230 |      |      |      |      |      |

## Улицы
| - ул. Луговая, - ул. Молодёжная, - ул. Нижняя, | - ул. Новая, - ул. Переселенческая, - ул. Серышевская. |

## Экономика
Сельскохозяйственные предприятия Серышевского района.